# Wałerij Bondarenko
Wałerij Serhijowycz Bondarenko, ukr. Валерій Сергійович Бондаренко (ur. 3 lutego 1994 w Kijowie) – ukraiński piłkarz, grający na pozycji obrońcy.

## Kariera piłkarska

### Kariera klubowa
Wychowanek klubów Zmina-Obołoń Kijów i Arsenał Kijów, barwy których bronił w juniorskich mistrzostwach Ukrainy (DJuFL). 9 września 2011 rozpoczął karierę piłkarską w młodzieżowej drużynie Arsenału Kijów. W sierpniu 2014 przeszedł do Torpeda Kutaisi. Na początku 2015 wrócił do Ukrainy i potem został piłkarzem Skały Stryj. 2 lutego 2017 jako wolny agent zasilił skład FK Ołeksandrija. 23 stycznia 2019 podpisał kontrakt z Szachtarem Donieck. 28 czerwca 2019 został wypożyczony do Vitórii SC.

## Sukcesy i odznaczenia

### Sukcesy klubowe
Szachtar Donieck
- mistrz Ukrainy: 2018/19
- zdobywca Pucharu Ukrainy: 2018/19